# Grotta di Bacho Kiro
La Grotta di Bacho Kiro è una grotta e un sito archeologico, a cui fu dato il nome dell'eroe della rivolta bulgara d'aprile, che si trova vicino alla cittadina di Dryanovo, nella regione centrale della Bulgaria.

## Scavi
La grotta di Bacho Kiro è un noto sito naturalistico ed archeologico, situato a pochi chilometri dalla città di Dryanovo, ai piedi dei Monti Balcani. All'inizio degli anni '30 fu effettuato un primo scavo in questa grotta, poi ripreso negli anni '70, quando furono recuperati alcuni frammenti umani preistorici. Nel 2015 è stata condotta una nuova campagna di scavi, sotto la guida congiunta dell'Istituto Archeologico Nazionale di Bulgaria e del Max Planck Institute, con l'obiettivo di approfondire la conoscenza dei ritrovamenti degli anni '70, e di ottenere una cronologia più precisa della presenza umana preistorica in quella grotta.

## Descrizione
Tra i fossili, un dente e cinque frammenti ossei, rinvenuti negli strati archeologici del paleolitico superiore che, grazie all'analisi del DNA mitocondriale, sono stati attribuiti alla specie Homo sapiens. A seguito di ulteriori analisi, condotte con un approccio innovativo alla datazione al radiocarbonio che consente un'elevata precisione, si è determinato che uno dei sei fossili in esame apparteneva ai Primi esseri umani moderni europei (EEMH), vissuti più di 45.000 anni fa.
Si ipotizza che questi esseri umani moderni, facessero parte di una prima fase migratoria, originata da una regione dell'Asia centrale, che avrebbe popolato l'Europa a partire da 45.000 anni fa, che però non ha lasciato tracce genetiche nei moderni europei, come invece avrebbero fatto gli EEMH protagonisti ,di una seconda fase migratoria, attestata a 38.000 anni fa.
Gli studi paleogenetici sui fossili umani della grotta di Bacho Kiro forniscono prove dell'interazione tra Neanderthal e EEMH. Gli esseri umani moderni della grotta di Bacho Kiro utilizzavano una tecnologia di taglio simile a quella di Levallois, e il loro comportamento simbolico ricordava quello rilevato l'aurignaziano.
La grotta ha restituito anche resti del rinoceronte della steppa, risalenti ad oltre 40.000 anni fa.